# Euxoa intolerabilis
Euxoa intolerabilis är en fjärilsart som beskrevs av Rudolf Püngeler 1902. Euxoa intolerabilis ingår i släktet Euxoa och familjen nattflyn. Inga underarter finns listade i Catalogue of Life.

## Bildgalleri

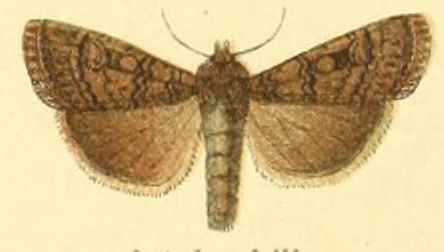